# Кленовая Гора (возвышенность)
Кленовая гора — возвышенность в Волжском районе Марий Эл, на левом берегу реки Илеть, восточнее станции Илеть и севернее озера Мушан-Ер. 

## Этимология
Название сформировалось на русском языке и калькировано в марийский как Ваштар курык. Изначальное марийское название Вӱльмар курык.

## Геология
Кленовая Гора является самой южной частью Вятского Увала, но изолирована от нее и от Сотнурской возвышенности низменными долинами Илети и Петьялки. Кленовогорская возвышенность сложена коренными пермскими породами. Склоны ее, кроме северного, особенно в нижней части, перекрываются песчаными древнеаллювиальными наносами, а в пойме Илети формируются современные отложения. В подножье Кленовой Горы имеются отложения лечебных грязей и минеральные источники, в связи с чем открыт одноименный санаторий.

## Рекреация
Кленовая Гора и ее окрестности, именуемые Кленовогорьем - наиболее востребованная туристами часть национального парка "Марий Чодра". Здесь расположены озера Конанъер и Мушан-Ер.